# Adam Mez
Pour les articles homonymes, voir Mez.
Adam Mez, né en 1869 à Fribourg-en-Brisgau et mort le 29 décembre 1917 à Bâle, est un orientaliste badois, véritable fondateur des études islamiques à l'université de Bâle, en Suisse. 
Il entame des études de droit et lettres à l'université de Strasbourg, puis continue en théologie à l'université de Bâle où il obtient un venia docendi en 1894 pour les langues sémitiques et lettres sémitiques. Peu de temps après, il devient professeur extraordinaire, puis professeur ordinaire. Il effectue plusieurs voyages en Orient.
Friedrich Schulthess (1868-1922) lui succède après sa mort prématurée.

## Publications
- Geschichte der Stadt Harrân in Mesopotamien bis zum Einfall der Araber. Inaugural-Dissertation, Strasbourg, J. H. E. Heitz, 1892 66 p.
- Die Bibel des Josephus : untersucht für Buch V-VII der Archäologie, Bâle, Jaeger & Kober, 1895.
- Die Renaissance des Islams, Heidelberg, C. Winter, 1922, 492 pages, édité à titre posthume par Hermann Reckendorf.